# سامسونج جالكسي 5
سامسونج جالكسي 5 (بالإنجليزية: Samsung Galaxy 5)‏، أيضاً يعرف بـ Samsung I5500 و Samsung I5503 و Samsung Galaxy Europa وSamsung Corby هو هاتف من إنتاج شركة سامسونج الكورية.
يعمل بنظام تشغيل أندرويد في إصداره 2.1 (Eclair) الذي تنتجه شركة جوجل وقد تم إصدار الهاتف في الخامس عشر من حزيران / يونيو 2010 وهو يعتبر أرخص وأقوى هاتف يعمل بنظام تشغيل أندرويد